# Dicranopygium gracile
Dicranopygium gracile är en enhjärtbladig växtart som först beskrevs av Frederik Michael Liebmann och Eizi Matuda, och fick sitt nu gällande namn av Gunnar Wilhelm Harling. Dicranopygium gracile ingår i släktet Dicranopygium och familjen Cyclanthaceae. Inga underarter finns listade.